# Hiram Codd
Pour les articles homonymes, voir Codd.
Hiram Codd (10 janvier 1838 - 18 février 1887) est un ingénieur et inventeur anglais. 
En 1872, il a breveté une bouteille remplie sous la pression d'un gaz qui pousse une bille contre une rondelle en caoutchouc dans le goulot, créant ainsi un joint pour les boissons gazeuses. Cette bouteille est connue sous le nom de bouteille Codd.

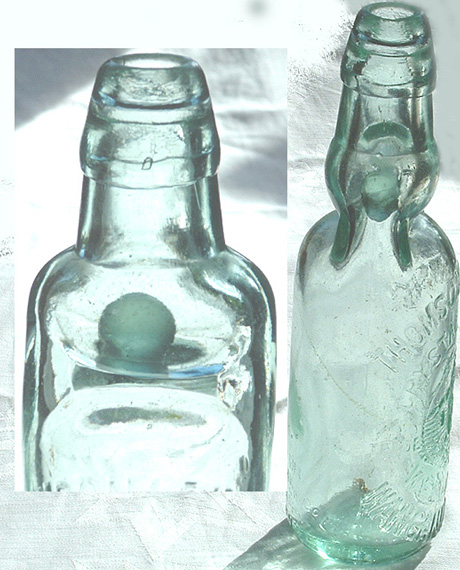
Bouteilles Codd.